# Tota (Boyacá)
Pour les articles homonymes, voir Tota.
Tota est une municipalité située dans le département de Boyacá, en Colombie.